# Крейдъл ъф Филт
„Крейдъл оф Филт“ (на английски: Cradle of Filth) е британска метъл група.
Музикалният стил на групата се развива от блек метъл до изчистен готик метъл, симфоничен блек метъл и други екстремни стилове.

## История

### Формиране и The Principle Of Evil Made Flesh (1991 – 1995)
Заражда се през 1991 г. в Съфолк, Англия. Групата е основана от Дани (вокал), Джон (бас), Дарън (барабани), Робин (китара) и братята Пол Раян (китара) и Бенджамин Раян (клавиши).
През 1992 г. групата издава не много успешно демо „Invoking the Unclean“, след което Робин напуска състава. Записано е ново демо – „Orgastic Pleasures“, този път далеч по-успешно, и лейбълът Tombstone Records заявява интерес към „Крейдъл ъф Филт“, но до договор така и не се стига. Разочарован, Джон напуска групата, за да развива самостоятелна кариера, докато Робин се завръща като басист, а втората китара е поета от Пол Алъндър. В края на годината групата записва трето демо, озаглавено „Total Fucking Darkness“, което е и най-силното на групата за това време. Междувременно Дарън е сменен от Николас на барабаните, легендарен с уникалната си скорост и техника.
В крайна сметка групата подписва с лейбъла „Cacophonous Records“ и през 1994 г. е издаден дебютният албум „The Principle Of Evil Made Flesh“, обединяващ готически клавири, метъл рифове и вампирски имидж. Самите членове на „Крейдъл Ъв Филт“ признават, че творчеството им е вдъхновено от групите „Батори“, „Селтик Фрост“ и „Дайъманда Галас“, както и от литературните гении на автори като Лорд Байрон, Фридрих Ницше, Брам Стоукър и Шарл Бодлер. Дебютът (продаден в над 30 000 копия) получава високо признание и утвърждава Крейдъл ъф Филт като една от най-обещаващите блек групи.
Тогава се появяват сериозни разногласия между музикантите и братята Раян заедно с Пол Алъндър напускат групата поради лични разногласия с останалите членове. Скоро съставът е попълнен от Стюърт (китара) и Деймиън (клавир).

### V Empire or Dark Faerytales in Phallustein и Dusk... and Her Embrace (1996 – 1997)
През 1996 г. е издаден миниалбумът „V Empire or Dark Faerytales in Phallustein“, като Джейърд Диметър („Дисембър Муун“) записва допълнителните китари. Включеният материал е част от предвидения за предстоящия нов албум, като фигурира и нова версия на парчето „The Forest Whispers My Name“. „V Empire“ е изпълнен с бързи зловещи музикални хармонии, които грабват слушателя и го отнасят в свят на тъмни фантазии и легенди.
Вторият дългосвирещ албум, носещ името „Dusk... and Her Embrace“ и продуциран от Kit Woolven (Cathedral, Thin Lizzy), се появява през 1996 г. В записите за пръв път участва и новият китарист Джиън Пайръс. „Dusk...“ е най-мрачната творба на групата, като същеврвеменно включва изключително богати и разнообразни мелодии. „Искахме този албум да надмине като звучене кой да е нормален албум.“ – споделя Дани. "Искахме да звучи нечовешки, но да има и известен филмов елемент. Според мен е подходящ за слушане като саундтрак към някой филм за Дракула или дори нещо апокалиптично като „Война на световете“. Албумът „Dusk...“ е издаден от Music For Nations. В творбата са усеща и силното вокално присъствие на Сара Дева, чийто ангелски глас контрастира с яростните изпълнения на Дани – звучене, което за в бъдеще ще се превърне в запазена марка на групата.
През 1997 г. Крейдъл ъф Филт свирят на фестивалите Dynamo и Milwaukee Metal Fest. Скоро след това ги напуска клавиристът Демиън. Мястото му е заето от Лес Смит, известен още като Lecter (ex-Anathema & Ship Of Fools).

### Cruelty and the Beast, From the Cradle to Enslave и Midian (1998 – 2001)
През 1998 г. излиза шедьовърът „Cruelty and the Beast“, обединяващ агресивния стил на Крейдъл ъф Филт с ново, невероятно мелодично звучене.
По време на турнетата след издаването на албума групата се сблъсква с много проблеми, породени предимно от консервативните схващания в някои държави. Фенове са арестувани по обвинения в подклаждане на насилие, най-вече защото носят тениски на групата. В ограничен тираж е издадена специална версия на албума, която е забранена в много страни поради незензурирания снимков материал. Дани Филт коментира ситуацията така: „Всяко нещо, което разчупва стереотипите, първоначално бива осъдено като аморално. На нас това не ни пречи. Винаги сме се старали да изкарваме на показ покварата и пороците, не добродетелите. Така и ще продължим да правим, все едно дали ни обичате или мразите. Целта ни е да вълнуваме хората.“ В текстов аспект „Cruelty...“ разказва историята за легендарната графиня Елизабет Батори, която с остаряването си губела някогашната си красота и се опитвала да я възстанови, къпейки се в кръвта на девици. В албума са майсторски преплетени сюжет и музика, където вътрешните терзания на един изстрадал ум са пресъздадени по неповторим начин.
В началото на 1999 г. барабанистът Баркър напуска поради музикални разногласия. На неговия пост последователно застават Уъс Саргинсън (ex-The Blood Divine и December Moon), Дейв Хиршаймър (ex-Infestation) и Ейдриън Ерландсън (ex-At The Gates, The Haunted). Групата записва първия си сингъл „From The Cradle To Enslave“ и издава едноименен видеоклип – един от най-кървавите видели бял свят. В EP-то „From the Cradle to Enslave“ са включени още пет парчета, сред които два кавъра и чисто новата песен „Of Dark Blood And Fucking“. Lecter е изгонен от групата, а вместо него клавирите поема Мартин Пауъл – бившият цигулар на My Dying Bride. В този нов състав Крейдъл ъф Филт записват новия си дългосвирещ албум – „Midian“ (2000). Новият клавирист внася интересно звучене, а откъм вокали Dani е още по-силен от преди, комбинирайки животинско грухтене с писъци и речетативи. Китарите са тежки както винаги, на моменти се чуват сола. „Midian“ за пореден път утвърждава групата като една от най-влиятелните в съвременния блек метъл, постигайки рекордни успехи. През 2001 г. излиза LP-то „Bitter Suites To Succubi“, съдържащо презаписан материал от ранните години на групата, няколко нови парчета и кавър на песента „No Time To Cry“ на The Sisters of Mercy.

### Damnation and a Day, Nymphetamine и Thornography (2002 – 2008)
2002 отбелязва издаването на сборния албум „Lovecraft & Witch Hearts“ и на концертното DVD „Heavy, Left Handed and Candid“. Китаристът Джиън и басистът Робин напускат състава, като китарите остават изцяло в ръцете на ветерана Пол Алендър, a басът е поет от Дейв Пайбъс. В края на годината групата влиза в студио за записите на шестия си дългосвирещ албум, озаглавен „Damnation and a Day“. Творбата надминава по мащабност всички досегашни албуми на групата, като звучи още по-тежко от Midian и същевременно величествено. В записите участват оркестър и хор, които формират идеален фон за траш издевателствата на Пол и унищожителните вокали на Дани, а клавирите на Мартин са точно на място – без да доминират звуковата картина. Албумът е концептуален и представя меко казано „нестандартния“ прочит на Дани на избрани библейски пасажи – от бунта на Луцифер, през изкушаването на човека до Апокалипсиса...
През 2004 излиза албума „Nymphetamine“, който подчертава афинитета на Дани към жените. Изключителна атмосфера, невероятни рифове, лиричен език – този албум леко променя имиджа на Крейдъл ъф Филт. Този имидж се променя още повече през 2006 г. когато излиза още един дългосвирещт албум – „Thornography“.

## Състав
| Сегашни членове - Дани Филт – вокали (1991– ) - Мартин Шкарупка – барабани, клавиши (2006– ) - Даниел Филт – бас (2012– ) - Линдзи Скуулкрафт – клавиши и вокали (2013– ) - Ричърд Шау – китара (2014– ) - Марек Шмерда – китара (2014– ) |  | Предишни членове - Джонатан Притчърд – бас (1991 – 1992) - Дарън Гардън – барабани (1991 – 1992) - Пол Раян – китара (1991 – 1994) - Бенджамин Раян – клавиши (1991 – 1994) - Пол Алендър – китара (1991 – 1994; 1999 – 2014) - Робин Ийгълстоун – бас (1992 – 1994; 1995 – 2002) - Николас Баркър – барабани (1993 – 1999) - Джон Кенеди – бас (1994 – 1995) - Демиън Грегъри – клавиши (1994 – 1997) - Стюърт Анстис – китара (1995 – 1999) - Джиън Пайръс – китара (1996 – 1999; 2000 – 2002) - Сара Дева – беквокали (1996 – 2008; 2011) - Лес Смит – клавиши (1997 – 1999) - Уъс Саргинсън – барабани (1999) - Ейдриън Ерландсън – барабани (1999 – 2006) - Мартин Пауъл – клавиши (2000 – 2005) - Дейв Пайбъс – бас (2002 – 2005; 2005 – 2012) - Джеймс Макилрой – китара (2003 – 2005; 2009 – 2014) - Рози Смит – клавиши (2005 – 2009) - Чарлс Хеджър – китара (2005 – 2009) |

## Дискография
| - The Principle of Evil Made Flesh (1994) - Dusk... and Her Embrace (1996) - Cruelty and the Beast (1998) - Midian (2000) - Damnation and a Day (2003) - Nymphetamine (2004) - Thornography (2006) - Godspeed on the Devil's Thunder (2008) - Darkly, Darkly, Venus Aversa (2010) - The Manticore and Other Horrors (2012) - Hammer of the Witches (2015) - Cryptoriana - The Seductiveness of Decay (2017) - Existence Is Futile (2021) - The Screaming of the Valkyries (2025) - Live Bait for the Dead (2002) - Lovecraft & Witch Hearts (2002) - V Empire or Dark Faerytales in Phallustein (1996) - From the Cradle to Enslave (1999) - Bitter Suites to Succubi (2001) - Evermore Darkly (2011) | - Invoking the Unclean (1992) - Orgiastic Pleasures Foul (1992) - Total Fucking Darkness (1992) - PanDaemonAeon (1999) - Heavy, Left-Handed & Candid (2001) - Peace Through Superior Firepower (2005) - Twisted Nails of Faith (1998) - Her Ghost in the Fog / Dance Macabre (2000) - No Time to Cry (2001) - Babalon A.D. (So Glad for the Madness) (2003) - Mannequin (2003) - Nymphetamine (2004) - Devil Woman (2005) - Temptation / Dirge Inferno (2006) - The Foetus of a New Day Kicking (2007) - Tragic Kingdom (2008) - Honey and Sulphur (2008) - The Death of Love (2009) - Forgive Me Father (I Have Sinned) (2010) - Lilith Immaculate (2011) |

## Крейдъл ъф Филт в България
- 17 август 2008 г. – Бургас, Spirit of Burgas
- 28 юни 2013 г. – София